# ستيلا دوفي
ستيلا دوفي (بالإنجليزية: Stella Duffy) هي كاتِبة وكاتبة مسرحية بريطانية، ولدت في 1963 في Woolwich ‏ في المملكة المتحدة.

## وصلات خارجية
- ستيلا دوفي على موقع IMDb (الإنجليزية)
- ستيلا دوفي على موقع IMDb (الإنجليزية)